# Brivido erotico
Brivido erotico (Maraschino Cherry) è un film pornografico statunitense del 1978 diretto da Radley Metzger con lo pseudonimo "Henry Paris".
Il film è considerato un classico del cinema porno della cosiddetta "Golden Age of Porn" (l'età d'oro del porno) degli anni settanta.

## Trama
"Maraschino Cherry", proprietaria di un'agenzia di escort di lusso a New York, istruisce la giovane sorella circa il business della prostituzione d'alto bordo. Le due sorelle riflettono su una serie di episodi e di storie erotiche inerenti al servizio e ai clienti dello stesso.

## Colonna sonora
1. A Man Alone – 4:23 (Alan Hawkshaw)
2. Disco King – 3:01 (Keith Mansfield)
3. Get Ready, Get Set, Fly! – 1:58 (Alan Hawkshaw)
4. Hombre Solo – 2:08 (Simon Munting)
5. Man of Means – 3:16 (Alan Hawkshaw)
6. Midnight Blue – 3:17 (Simon Benson)
7. Night Drive – 3:00 (Simon Benson)
8. Private Thoughts – 2:16 (Steve Gray)
9. Take It Steady – 2:18 (Brian Bennett)
10. Theme Maraschino Cherry – 1:59 (Nick Ingman)

## Restauro
Nel 2009 la DistribPix ha pubblicato una versione completamente restaurata del film, con la completa supervisione del regista originale. Il risultato ebbe una limitata distribuzione nei cinema statunitensi, venendo poi commercializzato in formato DVD.